# Гасборн
Гасборн (нім. Hasborn) — громада в Німеччині, розташована в землі Рейнланд-Пфальц. Входить до складу району Бернкастель-Віттліх. Складова частина об'єднання громад Віттліх-Ланд.
Площа — 6,18 км2. Населення становить 590 ос. (станом на 31 грудня 2020).

## Галерея

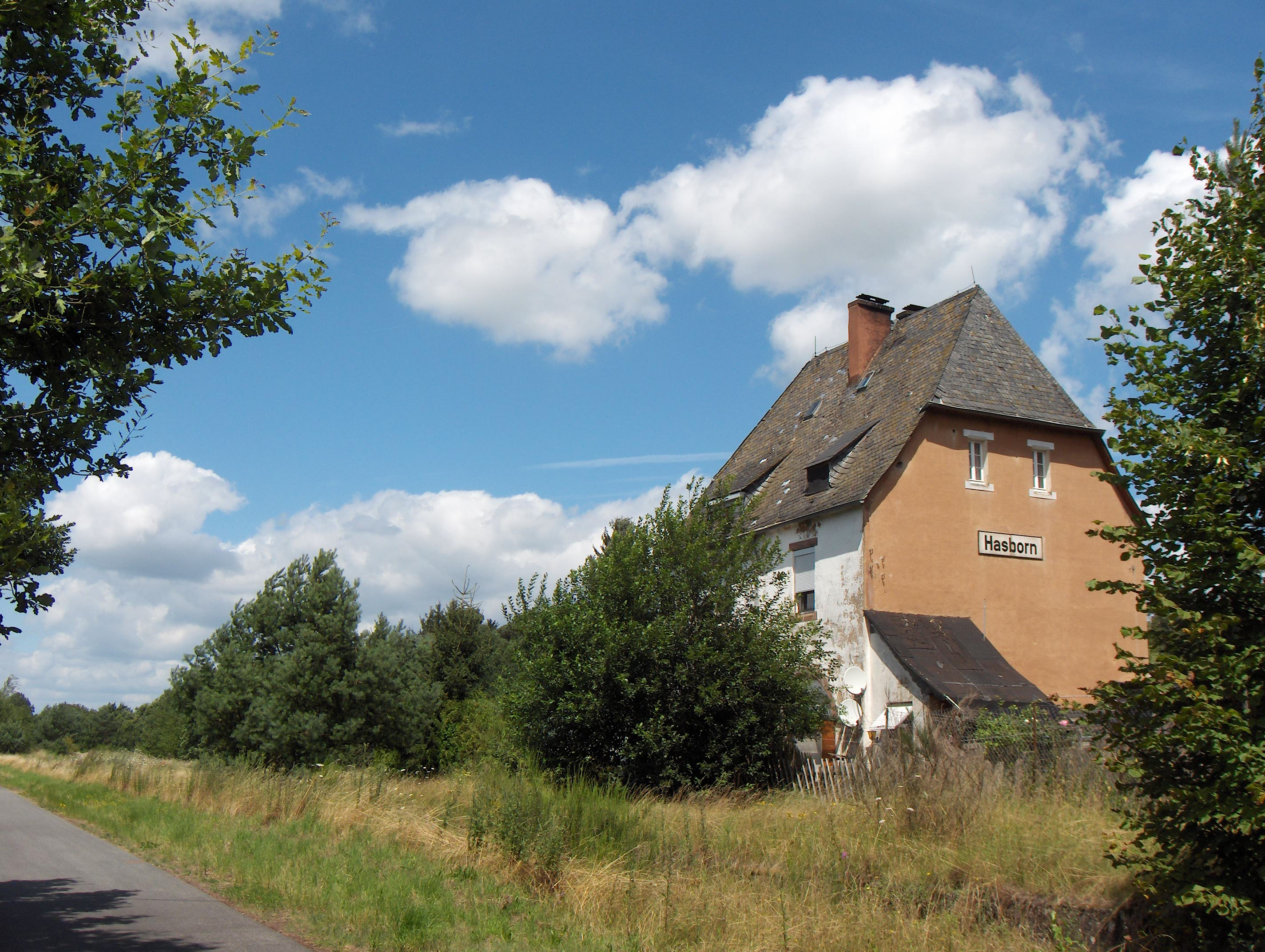
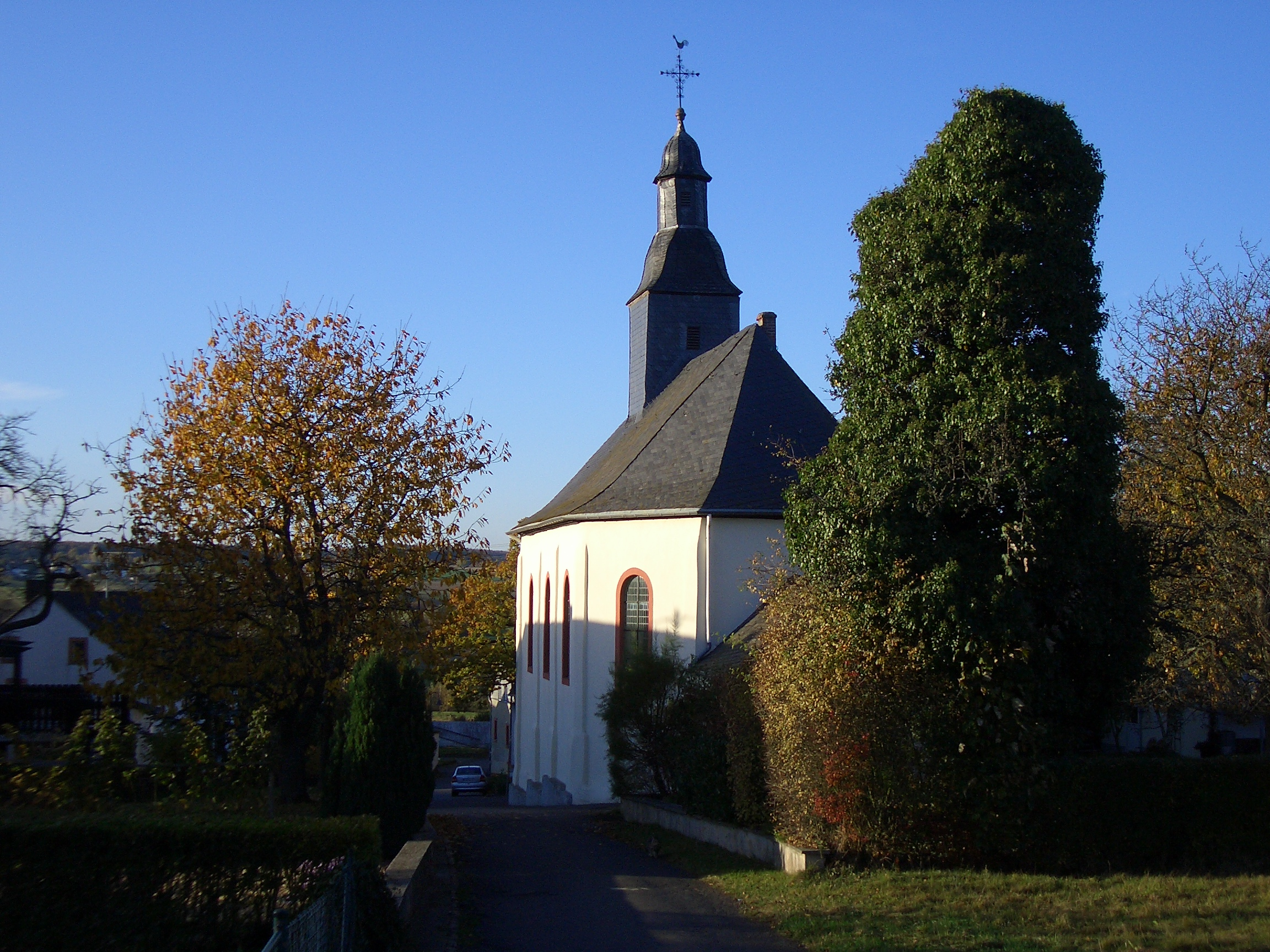